# 张高谦陵园
张高谦陵园，位于中国福建省寿宁县武曲镇大韩村，陵园长60米，宽40米，占地4.5亩；陵园1990年10月动工，1991年1月竣工。主体建筑有先锋亭、张高谦塑像、陵墓和中共中央、省领导人的题词壁、石阶等。张高谦（1947—1961年2月6日）为保护集体的羊群与偷羊者搏斗而牺牲。
1996年9月2日公布为第四批福建省文物保护单位。